# Acrocercops strigosa
Acrocercops strigosa là một loài bướm đêm thuộc họ Gracillariidae. Loài này có ở Québec và Hoa Kỳ (Kentucky, North Carolina, Maine và Vermont).
Ấu trùng ăn Quercus alba và Quercus prinus. Chúng ăn lá nơi chúng làm tổ.